# 霞辉二长岩
霞辉二长岩（英語：Essexite），又名霞石二長閃長岩  ，是一種深灰色或黑色的全晶質深成岩火成岩。 它的名字來源於美國馬薩諸塞州埃塞克斯縣的標準產地。
根據礦物學標準岩石分類。  Streckeisen (1974) 的 IUGS QAPF分類圖表，由正長石與斜長石的比例以及霞石的豐度，霞辉二长岩應屬霞石二長閃長岩(nepheline monzodiorite)或霞石二长辉长岩(nepheline monzogabbro) 。 

## 岩石學
霞辉二长岩的產生，指出在原岩經過部分熔融的過程中，其產出的岩漿通常低於 10% 。這就有利於產生富含大離子元素 (LILE)（例如 K、Ba、Rb、Cs、Sr）的熔體。
而且熔體中含鋁離子和鹼金屬離子比二氧化矽四面體更多，這就是霞辉二长岩含霞石而不是斜長石的原因。若熔體中含鉀高則有利於正長石的產出，而大多數鎂鐵質火成岩通常含正長石。

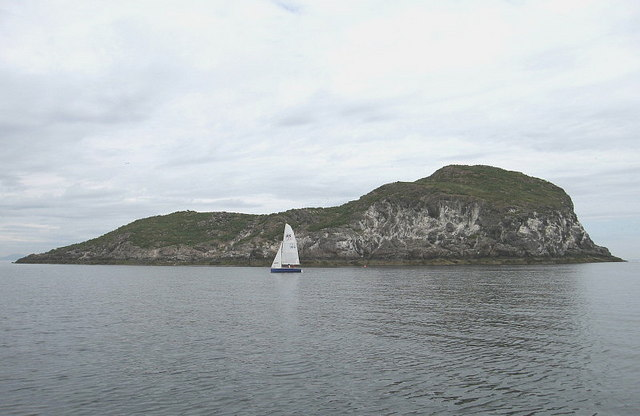
Craigleith, 蘇格蘭的一個島嶼，由霞辉二长岩

## 礦物學
霞辉二长岩可被視為主要由霞石、斜長石和少量鹼性長石組成的鹼性輝長岩或二長閃長岩，所含鎂鐵質礦物有鈦輝石( titanium augite) （輝石）、角閃石和黑雲母。微量礦物包括磁鐵礦、鈦鐵礦和橄欖石(<5%)。
若鉀長石含量減少，長石礦物增加，霞辉二长岩分級為霞石二長閃長岩。

## 地球化學
霞辉二长岩是一種鹼性火成岩，相當於鹼性玄武岩。 含霞石（一種類似長石的礦物）表明岩漿中二氧化矽是不飽和的。 其含正長表明它含有足夠的鉀，有利於正長石的產生，而不是微斜長石或鉀奥长石。
與拉斑玄武岩和輝長岩相比，霞辉二长岩通常富含鋁、鹼（鈉和鈣）、鉀（>3% K2O）、及富含 LILE（鍶、銫和鋇）。